# Djura
Djura è un'area urbana della Svezia situata nel comune di Leksand, contea di Dalarna.
La popolazione rilevata nel censimento 2010 era di 364 abitanti .